# توارون (نسيج)
توارون (بالإنجليزية: Twaron)‏ هو علامة تجارية لألياف أراميد تيجين والتي هي ألياف البارا أميد. وهي ألياف اصطناعية قوية ومقاومة للحرارة، طورها قسم إنكا من شركة أكزونوبل الهولندية في بدايات السبعينات. وكان اسم ألياف البارا أميد أثناء البحث هي الألياف X، ولكنها سميت لاحقا أرينكا (Arenka). ومع أن ألياف البارا أميد الهولندية قد طورت قبل فترة قصيرة من ألياف كيفلر من شركة دو بونت، إلا أنها طرحت أليافها المسماة توارون للتسويق التجاري تأخر عن ألياف كيفلر وذلك بسبب المشاكل المالية لشركة أكزونوبل في السبعينيات.
توارون هي ألياف قوية جدا خفيفة الوزن من البارا أميد (عديد بارا فينيل تيرفثال أميد). وهي ذات معامل مرونة نرتفع، وهي مستقرة حراريا، ومقاومة للصدم والعوامل الكيميائية

## الخصائص الرئيسية
- مقاومة شد عالية: توارون أقوى من الفولاذ بخمس مرات.[1]
- مقاومة التعب: نقصان بسيط في المقاومة بعد السحج والثني والتمديد.[1]
- ثباتية الأبعاد: البنية الجزيئية الموجهة بشدة تعطي معامل مرونى عالي جدا، وزحف منخفض وإجهاد استرخاء منخفض. والانكماش الحراري المنخفض يعني ثبات ممتاز في الأبعاد.[1]

## أبرز التطبيقات الصناعية
توارون هو بارا أميد ويستخدم في السيارات والبناء والرياضة والفضاء والتطبيقات الصناعية والعسكرية، مثل الصدرة ضد الرصاص، والنسيج، وأحد مكونات الأسبستوس.

### ملابس الحماية (مقاومة للحرارة / المقذوفات)
ملابس مقاومة للحريق، ملابس الحماية، والخوذات، القفازات المقاومة للحرارة والاختراق، التجهيزات الرياضية، الصدرة ضد الرصاص.

### المواد المركبة
الورق عالي التقانة، بديل للأسبستوس، مرشحات الهواء الساخن، ملابس البحارة، مكبرات الصوت، مواد قشرة القوارب، الاسمنت المسلح بالألياف، أغشية الطبول.

### السيارات
بطانة المكبح، خراطيم العنفات، سيور V وسيور مزامنة، الإطارات الحاوية على سولفرون (توارون معدل بالكبريت)، تسليح ميكانيكي للمواد المطاطية.

### استخدامات في الشد الخطي
كبالات الألياف البصرية، الحبال، الأسلاك الحديدية، الكبلات، الكبل السري Umbilical cable، الكبل الميكانيكي الكهربائي، أنابيب مسلحة باللدائن Reinforced thermoplastic pipe.

## اقرأ أيضا
- أراميد
- ألياف النسيج
- فيكتران Vectran
- نايلون
- تيكنورا

## الوصلات الخارجية
- الموقع الرسمي لتوارون
- معلومات عامة عن الأراميد